# 학자

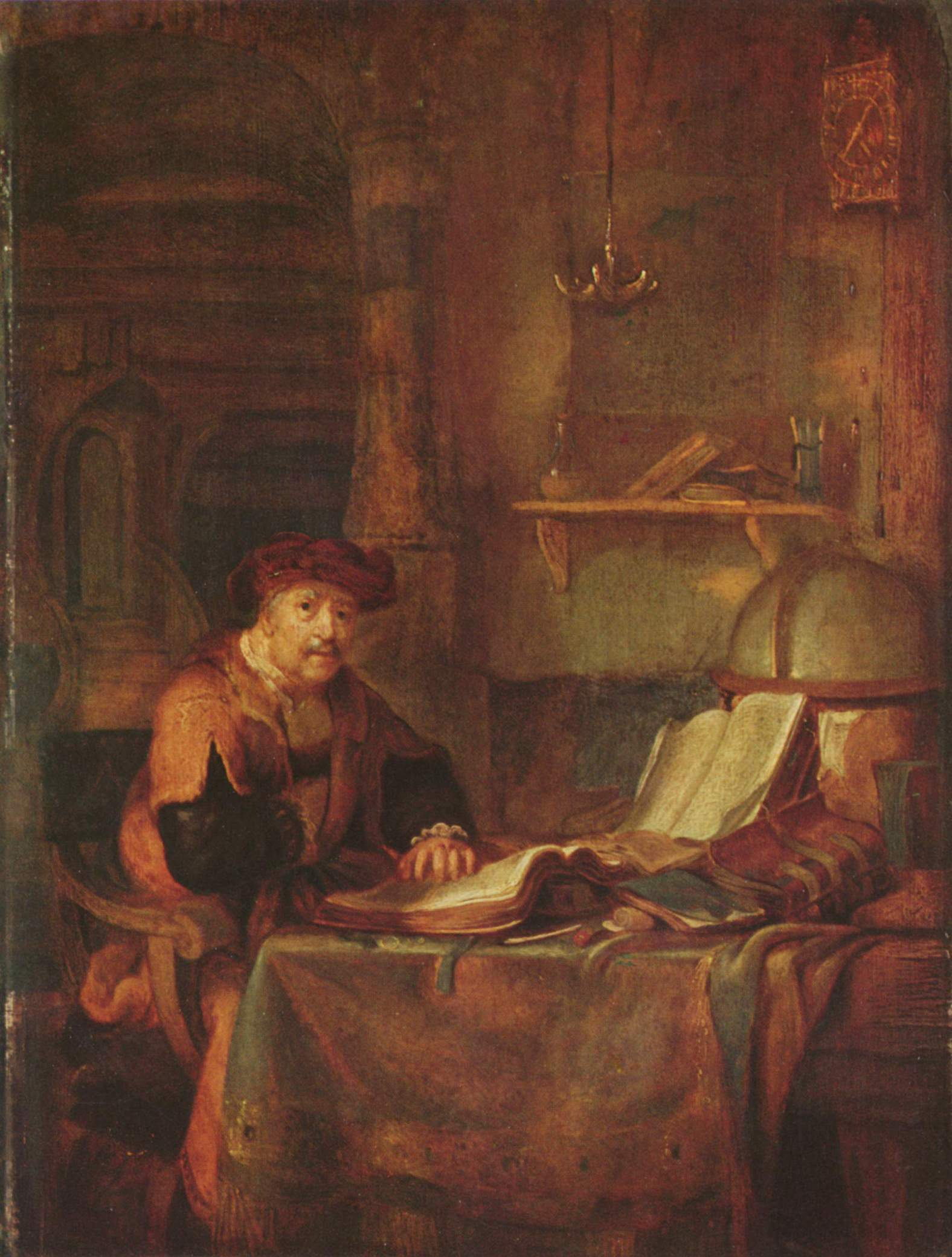
헤르브란트 판 덴 에이크하우트의 학자와 그의 책들

학자(学者)는 학문 분야의 연구자이거나 전문 지식을 가진 사람이다. 학자는 또한 대학교에서 교수, 교사 또는 연구원으로 일하는 학자일 수도 있다. 학자는 일반적으로 대학원 학위 또는 석사 또는 박사와 같은 최종 학위를 소지한다. 독립 학자와 공공 지식인은 학술계 밖에서 일하지만 학술지에 논문을 게재하고 학술적인 공개 토론에 참여할 수 있다. 연구자와도 같은 의미를 지닌다.

## 정의
현대 영어 사용에서 학자라는 용어는 때때로 학자라는 용어와 동등하며, 강사이자 연구원으로서 학문 분야의 지적 숙달을 이룬 대학 교육을 받은 개인을 설명한다. 또한, 대학이 설립되기 전에 학자라는 용어는 주요 직업이 전문 연구였던 지식인을 식별하고 설명했다. 1847년, 목사 에마누엘 보겔 게르하르트는 사회에서 학자의 역할에 대해 이야기했다.
학자는 진실의 영향 아래서 그의 모든 내적 지적 및 도덕적 존재가 대칭적으로 펼쳐지고 훈련되고 강화된 사람이다... 어떤 한 가지 능력도 다른 능력을 등한시하면서 발휘되어서는 안 된다. 내면의 모든 사람이 조화롭게 펼쳐져야 한다.

게르하르트는 학자가 단일 분야에만 집중할 수 없다고 주장하면서, 각 분야를 맥락에 맞게 이해하고 각 분야의 발전을 알리기 위해서는 여러 분야에 대한 지식이 필요하다고 말했다.
학자가 된다는 것은 단순한 배움 그 이상을 의미합니다... 진정한 학자는 그 이상을 소유합니다. 그는 자신이 안다고 공언하는 특정 인간 지식 분야의 원리와 법칙을 꿰뚫고 이해합니다. 그는 과학의 생명력을 흡수합니다... 그리고 그의 정신은 과학의 에너지와 정신으로 채워지고 형성됩니다.

2011년 조사에서는 "정의에 약간의 차이는 있지만 많은 작가들이 묘사한" 학자들에게 일반적으로 부여되는 다음과 같은 특성들을 제시했다.
공통적인 주제는 학자는 높은 지적 능력을 가지고 있고, 독립적인 사상가이자 독립적인 행위자이며, 다른 사람들과는 다른 아이디어를 가지고 있고, 지식 개발을 위한 탐구에 끈기가 있으며, 체계적이고, 무조건적인 성실성을 가지고 있고, 지적 정직성을 가지고 있으며, 어떤 신념을 가지고 있으며, 이러한 신념을 지지하기 위해 홀로 서 있다는 것이다.

학자는 학술 방법 또는 학문적 연구에 의존할 수 있으며, 이는 학자들이 세상에 대한 자신의 주장을 가능한 한 유효하고 신뢰할 수 있게 만들고 학술 대중에게 알리기 위해 사용하는 원리와 실천의 체계이다. 이는 엄격한 탐구를 통해 주어진 학술 또는 학문 분야의 가르침, 연구 및 실천을 체계적으로 발전시키는 방법이다. 학문적 연구는 창의적이며, 문서화될 수 있고, 복제 또는 정교화될 수 있으며, 다양한 방법을 통해 동료 심사될 수 있고 실제로 동료 심사를 거친다.

## 사회에서의 역할
학자들은 일반적으로 사회에 중요한 작업에 종사하는 높은 사회적 지위를 가진 신뢰할 수 있는 인물로 여겨져 왔다. 제국 중국에서는 기원전 206년부터 서기 1912년까지 지식인들은 일상적인 통치 업무를 수행하기 위해 중국의 황제가 임명한 공무원인 사대부("학자-젠틀맨")였다. 이러한 공무원들은 중국의 과거제를 통해 학위를 취득했으며, 숙련된 서예가였고, 유교 철학을 알았다. 역사가 윙-치트 찬은 다음과 같이 결론지었다.
일반적으로 말해서, 이 학자-젠틀맨들의 기록은 가치 있는 것이었다. 18세기 유럽에서 칭찬받고 모방될 정도로 좋았다. 그럼에도 불구하고, 이는 중국이 인치(人治)에서 법치(法治)로 전환하는 데 엄청난 장애를 주었으며, 중국 정부의 개인적인 고려 사항은 저주였다.

조선 (1392–1910)에서 지식인들은 읽고 쓸 줄 아는 문인이었고, 유교 체제에 따라 중인("중간층")으로 지정되었다. 사회적으로 그들은 조선 왕조의 통치를 관리하는 학자-관료 (학자, 전문가, 기술자)로 구성된 프티 부르주아지를 구성했다.
1847년 연설에서 에마누엘 보겔 게르하르트는 학자들이 새로 생성되는 지식을 계속 인지하고 모든 사람이 사용할 수 있는 지식의 총체에 자신의 통찰력을 기여하기 위해 연구를 엄격하게 계속해야 할 의무가 있다고 주장했다.
과학의 발전은 중대한 이익을 수반한다. 그것은 모든 진실한 진리 애호가들의 관심을 받을 가치가 있다. 모든 ...학자는 그 풍부함과 힘이 끊임없이 발전하는 데 기여할 의무가 있다. [그들은]...자신들보다 앞서 살다가 죽은 고귀한 지적 능력을 가진 사람들의 예리한 시야를 벗어난 것을 드러내기 위해 힘을 합쳐야 한다.

많은 학자들은 다른 사람들을 가르치는 데 종사하는 교수이기도 하다. 여러 국가에서 "연구 교수"라는 칭호는 주로 연구에 종사하며, 교육 의무가 거의 없거나 전혀 없는 사람을 지칭한다. 이 칭호는 영국에서 이 의미로 사용되며, 일부 대학에서는 연구 교수로, 다른 기관 및 북유럽에서는 교직 연구원으로 알려져 있다.
연구 교수는 영국과 북유럽에서 연구 중심 경력의 가장 선임 직급인 경우가 많으며, 교육 정교수직과 동등한 직급으로 간주된다. 종종 연구 교수직은 미국에서 종신 교수와 같이 영구적인 고용을 가지며, 특히 저명한 학자가 이 직책을 맡는다. 따라서 이 칭호는 교육 정교수직보다 더 명망 있는 것으로 여겨진다.
연구 교수직은 미국에서도 어느 정도 비슷한 명성을 지니고 있지만, 미국에서의 연구 교수직은 종종 비영구직이며 외부 자원에서 급여를 충당해야 한다는 예외가 있다. 이는 다른 대부분의 국가에서는 그렇지 않다.

## 독립 학자
독립 학자는 대학 및 전통적인 학계 밖에서 학술 연구를 수행하는 모든 사람을 일컫는다. 2010년에는 미국 역사 학자 중 12%가 독립 학자였다. 독립 학자는 일반적으로 석사 학위나 박사 학위를 가지고 있다. 역사 분야에서 독립 학자는 텔레비전 프로그램의 대중 역사 진행자나 아마추어 역사가와 "그들의 출판물이 분석적 엄격성과 학술적 글쓰기 스타일을 얼마나 활용하는지"에 따라 구별될 수 있다.
이전 세기에는 18세기의 새뮤얼 존슨과 에드워드 기번, 19세기의 찰스 다윈과 카를 마르크스, 20세기의 지그문트 프로이트, 스티븐 런시먼 경, 로버트 데이비드슨, 낸시 샌더스와 같은 일부 독립 학자들이 명성을 얻었다. 또한 에벌린 워와 같은 문인의 전통도 있었다. "문인"이라는 용어는 프랑스어 벨레트리스트 또는 옴 드 레트르에서 유래했지만 "학자"와 동의어는 아니다. 17세기와 18세기에는 벨레트리스트라는 용어가 문인, 즉 계몽, 교육, 문화적 세련미를 목표로 하는 살롱으로 발전한 문필공화국의 프랑스 참여자들(때때로 "시민"이라고도 불림)에게 적용되기 시작했다.
미국에는 독립 학자를 위한 전문가 단체인 국립 독립 학자 연합이 있다. 캐나다에는 이와 동등한 전문가 단체인 캐나다 독립 학자 학술원(사이먼 프레이저 대학교와 연계)이 있다. 유사한 조직들이 전 세계에 존재한다. 전문가 단체의 회원은 일반적으로 일정 수준의 고등 교육과 확립된 연구를 수반한다. 독립 학자가 학술 회의에 참여할 때, 그들은 대학이나 다른 기관에 소속되어 있지 않기 때문에 비소속 학자로 불릴 수 있다.
독립 학자는 시간제 교육, 강연, 컨설팅 업무를 통해 수입을 얻을 수 있지만, 브리티시컬럼비아 대학교는 수입을 얻는 것이 독립 학자의 가장 큰 도전이라고 말한다. 학술직 없이 학자로 생계를 꾸리는 것의 어려움 때문에, "[많은 독립 학자들이 수입을 벌고 있는 파트너에게 의존한다]". 도서관 및 기타 연구 시설에 접근하기 위해 독립 학자들은 대학으로부터 허락을 구해야 한다.
작가 메간 케이트 넬슨의 기사 "나를 독립적이라고 부르지 마세요"는 "독립 학자"라는 용어가 "비소속 학자들을 소외시키고" "전문적 실패"의 지표로 불공평하게 간주된다고 말한다. 레베카 보덴하이머는 자신과 같은 독립 학자들이 학회에 참석할 때 공식 명찰에 대학 이름이 없으면 "독립 학자"라는 용어가 "학자가 학계에서 원치 않거나 학자로서 성공하는 데 필요한 희생을 감수할 의지가 없다는 신호"로 인식된다고 말한다.

## 같이 보기
- 분류:학자 – 한 분야를 연구하는 사람들의 분류
- 학민사조 (學民思潮) 홍콩 정치 운동
- 장학금
- 스콜라주의
- 자기주도적 학습
- 시민과학